# Marnaz
Marnaz är en kommun i departementet Haute-Savoie i regionen Auvergne-Rhône-Alpes i sydöstra Frankrike. Kommunen ligger i kantonen Scionzier som tillhör arrondissementet Bonneville. År 2022 hade Marnaz 5 920 invånare.

## Befolkningsutveckling
Antalet invånare i kommunen Marnaz
| Referens: INSEE |